# Schlafentzug
Schlafentzug ist der willentlich oder unwillentlich herbeigeführte Entzug von Schlaf.
Schlafentzug wird in der Psychiatrie als Schlafentzugsbehandlung oder Wachtherapie als Behandlungsverfahren bei Depressionen eingesetzt.
Der Weltrekord im freiwilligen Schlafentzug wurde im Mai 2007 vom Briten Tony Wright aus Penzance aufgestellt, der angeblich 266 Stunden (knapp über elf Tage) wach blieb. Damit hat er den im Jahr 1964 aufgestellten ehemaligen Weltrekord von Randy Gardner gebrochen, der 264 Stunden ohne Schlaf verbracht haben soll. Allerdings ging es Wright nicht wie dem Amerikaner Gardner um einen Eintrag ins Guinness-Buch der Rekorde, sondern er wollte zeigen, dass ein Mensch trotz Schlafentzugs mit der richtigen Ernährung leistungsfähig bleiben kann. Experten wie der US-Schlafforscher William Dement bezweifeln allerdings, dass sich Menschen überhaupt so lange wach halten können. Während der Rekorde dürften immer wieder Mikroschlafepisoden und Sekundenschlafattacken aufgetreten sein.
Darüber hinaus ist weitaus umfangreicher und erzwungener Schlafentzug als Foltermethode bekannt. Langfristiger erzwungener Schlafentzug bei Ratten führte in einem Experiment bei einem Teil der Ratten innerhalb von sieben Tagen zum Tod.

## Arbeitsschutz
Ausreichend Schlaf ist nur mit wirksamen Ruhezeiten möglich. Bei allen beruflichen Tätigkeiten sollte die Ruhezeit gemäß arbeitswissenschaftlicher Erkenntnisse in der Norm DIN EN ISO 10075 „eine vollständige Erholung von Ermüdungseffekten der vorangegangenen Schicht“ sicherstellen. Wo dies nicht gewährleistet werden kann, wie zum Beispiel im Schichtdienst in der Schifffahrt, insbesondere beim Durchfahren von Zeitzonen, kommt es immer wieder zu schweren Unfällen und Havarien (siehe auch: Seafarer Fatigue).

## Schlafentzug als Therapieform
Die S3-Leitlinie zur Behandlung von Depressionen empfiehlt Schlafentzug, wenn ein rascher, wenn auch kurz anhaltender Effekt therapeutisch gewünscht wird oder eine andere Behandlung ergänzt werden soll. Man unterscheidet einen partiellen (teilweisen) Schlafentzug, bei dem nur in der zweiten Nachthälfte nicht geschlafen wird, von einem vollständigen Schlafentzug. Nach einem Schlafentzug kommt es in etwa der Hälfte der Fälle zu einer messbaren Verbesserung der Stimmung am Folgetag. Um den Effekt des Schlafentzugs über einige Tage zu erhalten, kann auf den Schlafentzug eine Schlafphasenvorverlagerung folgen. Pionier des klinischen Einsatzes in Deutschland war Heinroth, Inhaber des weltweit ersten Psychiatrie-Lehrstuhls (1811), dessen Ansichten jedoch in Vergessenheit gerieten. In den 1970er Jahren propagierte der deutsche Psychiater Rainer Tölle erneut diese Therapieform.
Bei etwa 60 % der Patienten kommt es Studien zufolge nach einer schlaflosen Nacht zu einer vorübergehenden Besserung der Symptomatik. Der antidepressive Effekt ist jedoch gewöhnlich nicht anhaltend, weil die meisten Patienten nach einer Nacht des Schlafens (einer so genannten Erholungsnacht) wieder einen Rückfall erleiden. Bis zu 15 % der Patienten in klinischen Studien zeigen jedoch eine anhaltende Verbesserung nach längerem Schlafentzug. Schlafentzug wirkt am besten bei depressiven Patienten, die innerhalb eines Tages oder von Tag zu Tag Stimmungsschwankungen zeigen.
Wachtherapie mit Schlafphasenvorverlagerung zählt zu den Behandlungsmethoden in der stationären Depressionsbehandlung. Dabei wird versucht, einen gestörten Schlaf-Wach-Rhythmus zu normalisieren, indem nach einem totalen Schlafentzug die Schlafphase jeweils um eine Std. pro Tag nach vorne verlagert wird, bis sich wieder ein normaler Schlafrhythmus von 23 Uhr bis 6 Uhr einstellt. Durch die Methode kann bei etwa der Hälfte der Schlafentzugs-Responder eine Stabilisierung des Effektes des Schlafentzugs erreicht werden.
Eine Studie gibt Hinweise, dass Schlafentzug die Neurotransmitter im Gehirn (beispielsweise Tryptophan und Serotonin) beeinflusst, was oben genannten Therapien zugrunde liegt. In der klinischen Praxis geht eine Wachtherapie tagsüber oft mit einer gleichzeitigen Lichttherapie einher, welche zusätzlich den circadianen Rhythmus beeinflusst.

## Schlafentzug als Folter
Dauerhafter Schlafmangel führt zu körperlichen Beschwerden (beispielsweise erhöhte Infekt-Anfälligkeit, Kopfschmerzen) und zu psychischen Problemen (beispielsweise Denkstörungen, Halluzinationen, Reizbarkeit). Dauerhafter methodischer Schlafentzug wird daher auch als Methode der Folter unter anderem dazu eingesetzt, um klares Denken des Opfers zu unterbinden und um den Willen sowie die Widerstandskraft des Opfers zu brechen und so beispielsweise Aussagen zu erpressen.
Schlafentzug war beispielsweise in der Sowjetunion oder der DDR eine gängige Praxis bei den Verhören von Verdächtigen, die teilweise wie am Fließband von verschiedenen Personen abwechselnd befragt wurden. Diese Folter wird auch in Solschenizyns Archipel Gulag geschildert. Kombiniert mit Einschüchterungen, Drohungen, Entzug von Nahrung und Wasser sowie qualvollen Körperhaltungen war es ein weit verbreitetes Druckmittel.
In dem von den USA in Guantánamo betriebenen Gefangenenlager wurde häufig versucht, Häftlinge durch Schlafentzug bei Verhören zu Aussagen zu zwingen. Es kamen verschiedene Methoden zum Einsatz:
- Verändern der Wach- und Schlafzeiten, z. B. Verlegung der Schlafzeit auf den Tag
- Verkürzung der Schlafzeit auf 4 bis 6 Stunden pro Tag über einen mehrwöchigen Zeitraum
- Zellenverlegungen alle paar Stunden, Tag und Nacht über ein bis zwei Wochen (frequent flyer program genannt)

Schlafentzug wird auch heute noch oft als Foltermethode angewandt – unter anderem, weil er keine nachweisbaren körperlichen Spuren beim Opfer hinterlässt und auch psychische Schäden als Folgeschäden schwer nachweisbar sind (sogenannte Weiße Folter).

## Schlafentzug zu militärischen Übungszwecken
Beim Militär werden die Ruhephasen der Soldaten während mancher Übungen absichtlich verkürzt oder vorübergehend ganz ausgesetzt, um die Soldaten einem (gemäßigten) Schlafentzug auszusetzen. Dies dient weniger der Gewöhnung (da man sich kaum an Schlafentzug gewöhnen kann) als vielmehr der Situationserfahrung: Die eintretende Erschöpfung und Apathie macht den Menschen unfähig zu gewohnten Leistungen, so dass die Soldaten nur durch große Selbstdisziplin und Gruppenzusammenhalt noch ihre Aufgaben erfüllen können.
In Deutschland u. a. kann es in der Grundausbildung zu verkürzten Schlafzeiten kommen. Die Schlafzeit auf Wache und im UvD-Dienst (ca. 4 Stunden) ergibt sich zum Beispiel aus den Erfordernissen des Wachdienstes (ein Soldat schläft, einer hält Wache).
Schlafentzug zu Zwecken der Bestrafung ist verboten und wird als Misshandlung Untergebener geahndet.

## Physiologische und psychologische Auswirkungen des Schlafentzugs
Schlafentzug beeinflusst verschiedene Körperfunktionen und auch die mentale Leistungsfähigkeit der Betroffenen.
Mentale Fähigkeiten:
- Halluzinationen[15] (zum Teil sogenannte Transzendenzerfahrungen)[16]
- Reizbarkeit[17]
- Beeinträchtigung der kognitiven Leistungsfähigkeit[18]
- Gedächtnislücken oder -verlust[19]
- Symptome ähnlich wie:
  - Psychose[20]
  - ADHS[17]
  - Betrunkenheit (im Sinne von Einschränkung der höheren Hirnfunktionen (rechnen, artikulieren), „nuscheln“ etc.; aber auch Verlust bzw. Einschränkung des Gleichgewichtssinns (nach Schlafentzug weist die Fähigkeit, beispielsweise einen Hindernisparcour zu überwinden, ähnliche Defizite auf wie nach dem Genuss alkoholischer Getränke))

Immunsystem:
- Geschwächtes Immunsystem[18]

Bauchspeicheldrüse:
- Risiko für Typ-2-Diabetes (auch als Altersdiabetes bekannt)[21]

Herz:
- Risiko für Herzerkrankungen[22]

Muskulatur:
- Erhöhung der Reaktionszeit und Verminderung der Reaktionsgenauigkeit[23]
- Tremor[24]
- Muskelschmerzen[25]

Äußeres Erscheinungsbild:
- Wachstumsstörungen[26][18]
- Risiko für Adipositas[27][28]
- Wassereinlagerung
- Augenringe
- Verminderte Körpertemperatur[18]
- Heftiges Gähnen[17]

## Molekulare Veränderungen des menschlichen Gehirns
Personen blieben in einer Studie 52 Stunden ununterbrochen wach. Durch den Schlafentzug erhöhte sich die Zahl der verfügbaren A1-Adenosinrezeptoren im Gehirn. Adenosin reguliert im Gehirn das Bedürfnis nach Schlaf. A1-Adenosinrezeptoren werden als eine Art Empfänger in die Zellwand eingebaut. Sie leiten das Signal des andockenden Botenstoffs Adenosin in das Innere der Zelle weiter. Dadurch wird die Aktivität der Zelle herunterreguliert und die Müdigkeit nimmt zu. Durch anschließenden Erholungsschlaf normalisieren sich die verfügbaren A1-Adenosinrezeptoren wieder auf das Ausgangsniveau.
Auch gab es große individuelle Leistungsunterschiede bei Reaktionszeit- und Gedächtnisaufgaben unter Schlafentzug. Einige Personen zeigen extreme Aussetzer, bei anderen gibt es kaum Leistungsabfall.

## Tierversuche
Fruchtfliegen, die am ersten Lebenstag Schlafentzug ausgesetzt wurden, zeigten schlechtere Leistung bezüglich Kurzzeitgedächtnis und Reaktionshemmung. Dies hielt für 6 Tage an. Die Defizite waren eine Folge der verminderten Dopaminsignalgebung im Gehirn der Fruchtfliegen. Schlafentzug resultierte auch in langanhaltenden Lerndefiziten bei erwachsenen Fruchtfliegen.
Fortdauernder Schlafentzug über sieben Tage führte bei Ratten durch Hautgeschwüre, Polyphagie bei gleichzeitigem Gewichtsverlust, Herabsetzung der Körpertemperatur teilweise in Verbindung mit Blutvergiftung zum Tod. Vor ihrem Tod sank ihre Körpertemperatur (Thermoregulation) und ihr Gewicht.